# Erste Regierung Russell

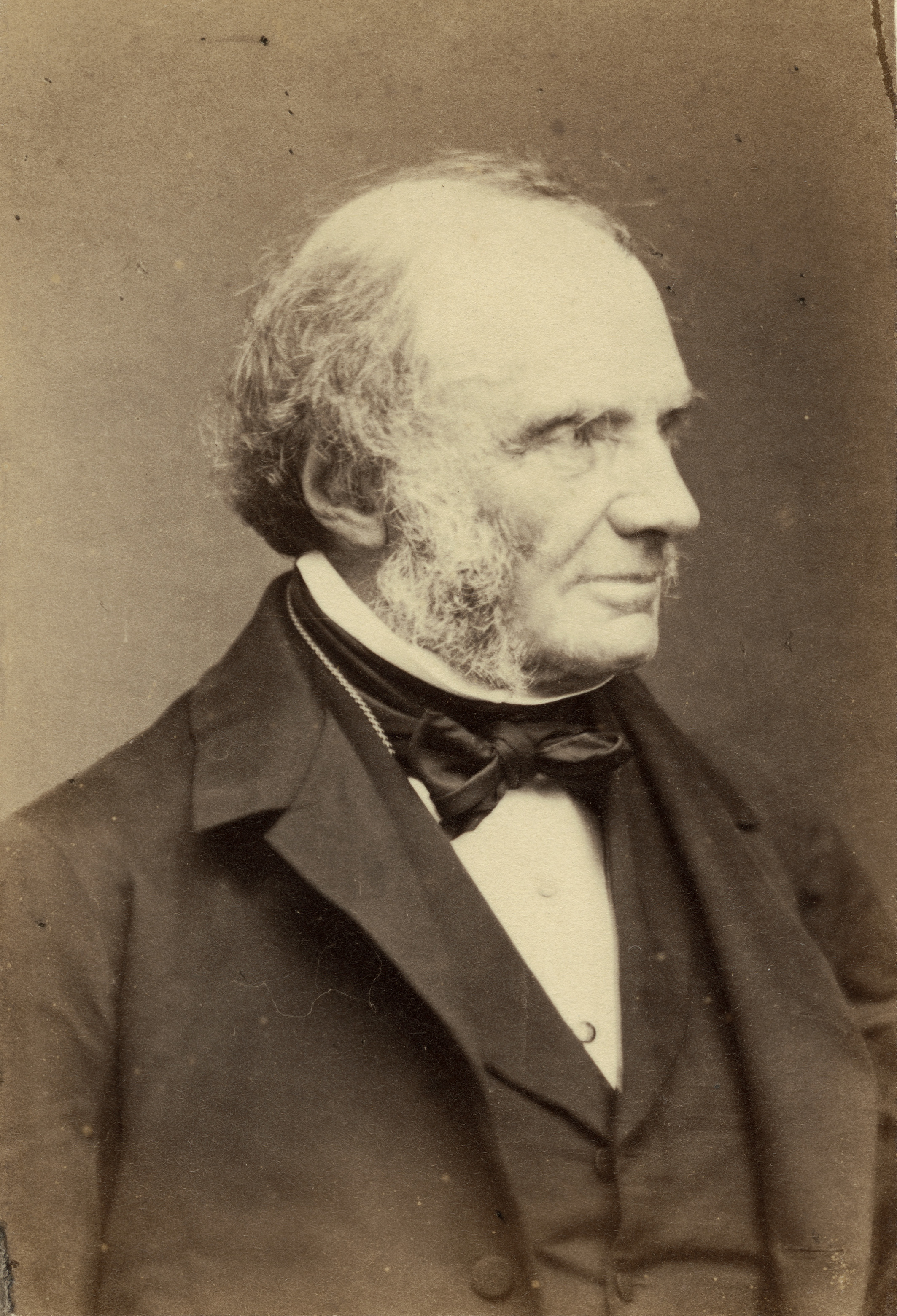
Lord John Russell

Die Zweite Regierung Melbourne war von 1846 bis 1852 die Regierung des Vereinigten Königreichs von Großbritannien und Irland. Sie wurde am 30. Juni 1846 von Lord John Russell gebildet und löste die Zweite Regierung Peel ab. Sie blieb zum 23. Februar 1852 im Amt, woraufhin die Erste Regierung Derby gebildet wurde. Ihr gehörten ausschließlich Mitglieder der liberalen Whigs an. 
Bei den Unterhauswahlen zwischen dem 29. Juni und dem 22. Juli 1841 erhielt die Conservative Party von Sir Robert Peel 367 (50,9 Prozent) der 658 Sitze im House of Commons und die liberalen Whigs unter der Führung von Lord John Russell 271 Mandate (46,9 Prozent), während die Irische Aufhebung (Irish Repeal) mit 20 Abgeordneten (2,1 Prozent) ins Unterhaus einzogen. Die Reformbewegung der Chartisten (Chartists) von William Lovett hingegen verpasste mit 0,1 Prozent den Einzug ins House of Commons. Bei den darauf folgenden Unterhauswahlen vom 29. Juli bis zum 26. August 1847 erhielt die Conservative Party unter dem neuen Führer Edward Smith-Stanley, 14. Earl of Derby 325 der 654 Sitze (42,2 Prozent) und die Whigs von Lord John Russell 292 Mandate (53,8 Prozent). Die Chartisten von Feargus O’Connor zog mit einem Abgeordneten (0,6 Prozent) ins Unterhaus ein, während die Irische Aufhebung unter John O’Connell 36 Parlamentarier (3,1 Prozent) stellten.

## Kabinettsmitglieder
Dem Kabinett gehörten folgende Mitglieder an:
| Amt                                                                                               | Amtsinhaber                                                                     | Beginn der Amtszeit            | Ende der Amtszeit                  |
| ------------------------------------------------------------------------------------------------- | ------------------------------------------------------------------------------- | ------------------------------ | ---------------------------------- |
| Erster Lord des Schatzamtes                                                                       | Lord John Russell                                                               | 30. Juni 1846                  | 23. Februar 1852                   |
| Lordkanzler                                                                                       | Charles Pepys, 1. Earl of Cottenham Thomas Wilde, 1. Baron Truro                | 6. Juli 1846 15. Juli 1850     | 15. Juli 1850 23. Februar 1852     |
| Lordpräsident des Rates                                                                           | Henry Petty-Fitzmaurice, 3. Marquess of Lansdowne                               | 6. Juli 1846                   | 23. Februar 1852                   |
| Lordsiegelbewahrer                                                                                | Gilbert Elliot-Murray-Kynynmound, 2. Earl of Minto                              | 6. Juli 1846                   | 23. Februar 1852                   |
| Innenminister                                                                                     | Sir George Grey, 2. Baronet                                                     | 6. Juli 1846                   | 23. Februar 1852                   |
| Außenminister                                                                                     | Henry Temple, 3. Viscount Palmerston Granville Leveson-Gower, 2. Earl Granville | 6. Juli 1846 26. Dezember 1851 | 26. Dezember 1851 23. Februar 1852 |
| Minister für Krieg und Kolonien                                                                   | Henry Grey, 3. Earl Grey                                                        | 6. Juli 1846                   | 21. Februar 1852                   |
| Erster Lord der Admiralität                                                                       | George Eden, 1. Earl of Auckland Sir Francis Thornhill Baring                   | 7. Juli 1846 5. Januar 1849    | 5. Januar 1849 22. Februar 1852    |
| Schatzkanzler                                                                                     | Sir Charles Wood                                                                | 6. Juli 1846                   | 21. Februar 1852                   |
| Präsident des Kontrollamtes                                                                       | Sir John Hobhouse Fox Maule                                                     | 8. Juli 1846br>5. Februar 1852 | 5. Februar 1852 23. Februar 1852   |
| Präsident des Handelsminister                                                                     | George Villiers, 4. Earl of Clarendon Henry Labouchère                          | 6. Juli 1846 22. Juli 1847     | 22. Juli 1847 21. Februar 1852     |
| Kanzler des Herzogtums Lancaster                                                                  | John Campbell, 1. Baron Campbell George Howard, 7. Earl of Carlisle             | 6. Juli 1846 6. März 1850      | 6. März 1850 21. Februar 1852      |
| Erster Kommissar für Wälder und Forsten 1. August 1851: Erster Kommissar für öffentliche Arbeiten | George Howard, Viscount Morpeth Edward Seymour, Lord Seymour                    | 6. Juli 1846 15. Juli 1850     | 15. Juli 1850 23. Februar 1852     |
| Chefsekretär für Irland                                                                           | Henry Labouchère                                                                | 6. Juli 1846                   | 22. Juli 1847                      |
| Generalpostmeister                                                                                | Ulick John de Burgh, 1. Marquess of Clanricarde                                 | 7. Juli 1846                   | 21. Februar 1852                   |
| Generalzahlmeister                                                                                | Thomas Babington Macaulay Granville Leveson-Gower, 2. Earl Granville            | 6. Juli 1846 Oktober 1851      | 22. Juli 1851 26. Dezember 1851    |
| Staatssekretär im Kriegsministerium                                                               | Fox Maule                                                                       | Oktober 1851                   | 5. Februar 1852                    |